# Чаплін (фільм)
Чаплін (англ. Chaplin) — американський художньо-біографічний фільм 1992 року режисера Річарда Аттенборо. Слоган фільму: «Він змусив цілий Світ плакати і сміятися»

## Опис
Фільм охоплює все життя великого Чапліна, починаючи з убогого дитинства в Лондоні. Перед глядачем проходить його робота у водевілі, ні з чим не порівнянний успіх кінозірки і режисера німого кіно, його вимушений від'їзд до Швейцарії через звинувачення за співчуття комуністам, тріумфальне повернення до Голлівуду для ухвалення особливого «Оскара» за працю всього його життя.

## Актори
| Актор                 | Роль                  |
| --------------------- | --------------------- |
| Роберт Дауні-молодший | Чарлі Чаплін          |
| Ентоні Гопкінс        | Джордж Гайден         |
| Мойра Келлі           | Гетті Келлі/Уна О'Ніл |
| Кевін Клайн           | Дуглас Фербенкс       |
| Пол Ріс               | Сідней Чаплін         |
| Кевін Данн            | Джон Едгар Гувер      |
| Джеральдіна Чаплін    | Ганна Чаплін          |
| Ден Ейкройд           | Мак Сеннет            |
| Дайан Лейн            | Полетт Годдар         |
| Мілла Йовович         | Мілдред Гарріс        |
| Маріса Томей          | Мейбл Норманд         |
| Джон Тоу              | Фред Карно            |
| Пенелопа Енн Міллер   | Една Первіенс         |
| Метью Коттл           | Стен Лорел            |
| Марія Пітілло         | Мері Пікфорд          |
| Дебора Мур            | Літа Грей             |
| Ненсі Тревіс          | Джоан Беррі           |
| Джеймс Вудс           | Джозеф Скотт          |
| Девід Духовни         | Роланд Тотеро         |
| Жаклін Леонард        | танцівниця            |

## Нагороди та номінації
| Нагорода       | Категорія                              | Номінант                                          | Результат |
| -------------- | -------------------------------------- | ------------------------------------------------- | --------- |
| Оскар          | Найкраща чоловіча роль                 | Роберт Дауні-молодший                             | Номінація |
| Оскар          | Найкраща музика до фільму              | Джон Баррі                                        | Номінація |
| Оскар          | Найкраща робота художника-постановника | Стюарт Крейг Кріс Батлер                          | Номінація |
| Премія БАФТА   | Найкраща чоловіча роль                 | Роберт Дауні-молодший                             | Перемога  |
| Премія БАФТА   | Найкращий дизайн костюмів              | Джон Молло Еллен Мірожнік                         | Номінація |
| Премія БАФТА   | Найкращий грим                         | Воллі Шнейдерман Джил Роков Джон Кальоне-молодший | Номінація |
| Премія БАФТА   | Найкраща робота художника-постановника | Стюарт Крейг                                      | Номінація |
| Золотий глобус | Найкраща музика до фільму              | Джон Баррі                                        | Номінація |
| Золотий глобус | Найкраща чоловіча роль — драма         | Роберт Дауні-молодший                             | Номінація |
| Золотий глобус | Найкраща жіноча роль другого плану     | Джеральдіна Чаплін                                | Номінація |